# Nedešćina
Nedešćina is een plaats in de gemeente Sveta Nedelja in de Kroatische provincie Istrië. De plaats telt 580 inwoners (2001).